# Église Saint-Pierre-et-Saint-Paul de Dampierre
Pour les articles homonymes, voir Église Saint-Pierre-et-Saint-Paul.
L'église Saint-Pierre-et-Saint-Paul est une église située à Dampierre, en France.

## Description
L'église conserve le gisant de Pierre de Lannoy, baron de Dampierre, datant de 1522.

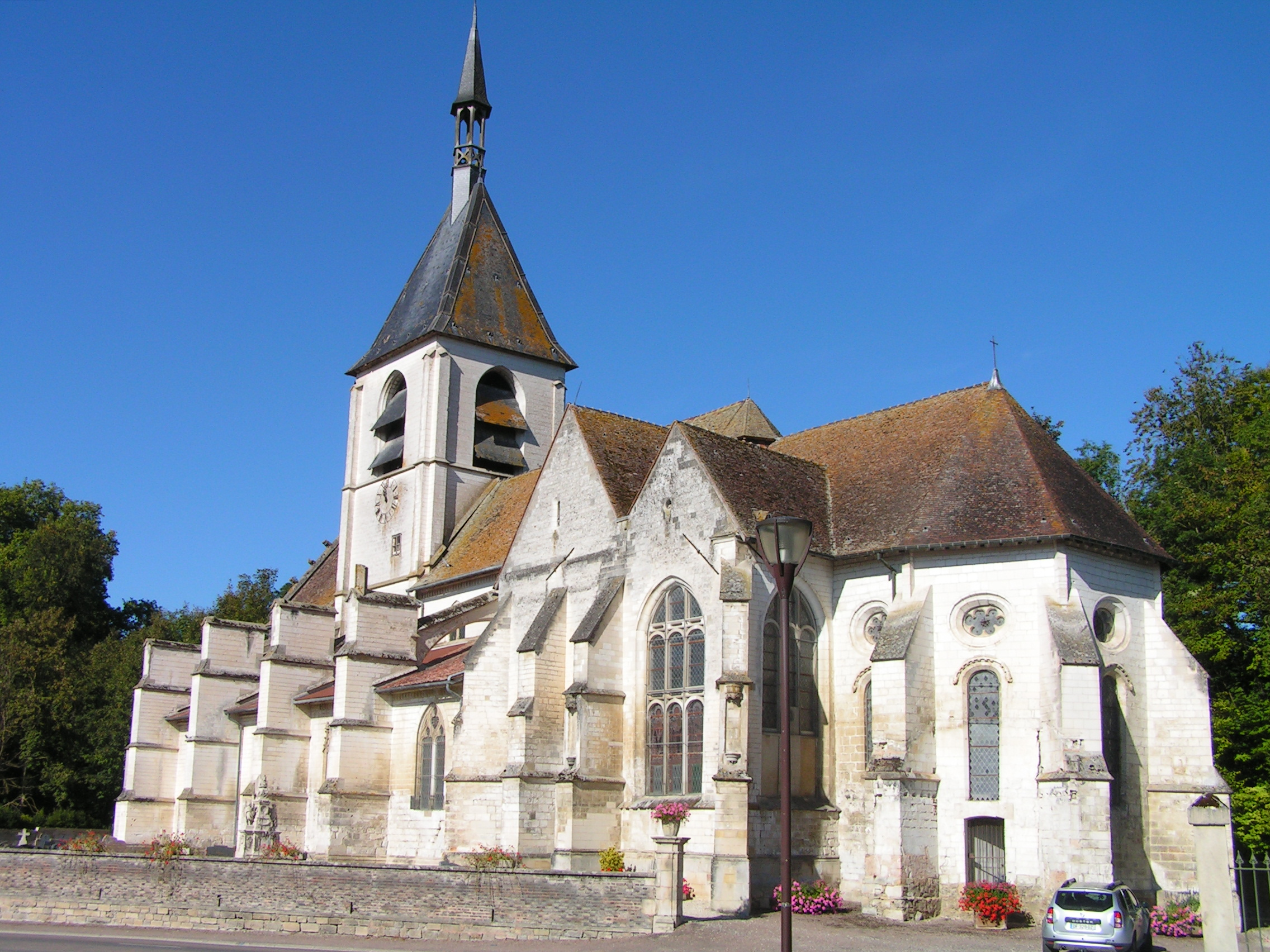
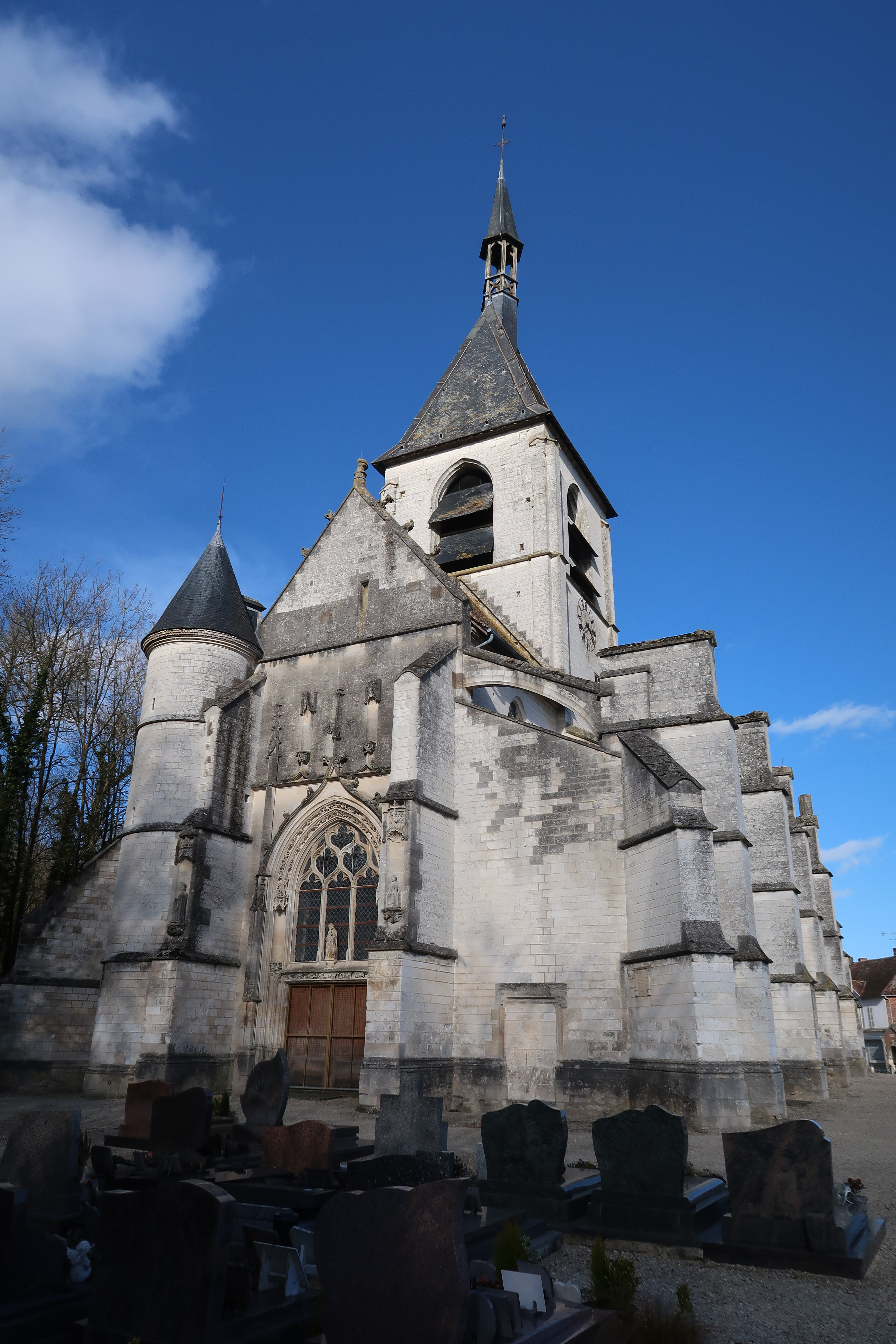
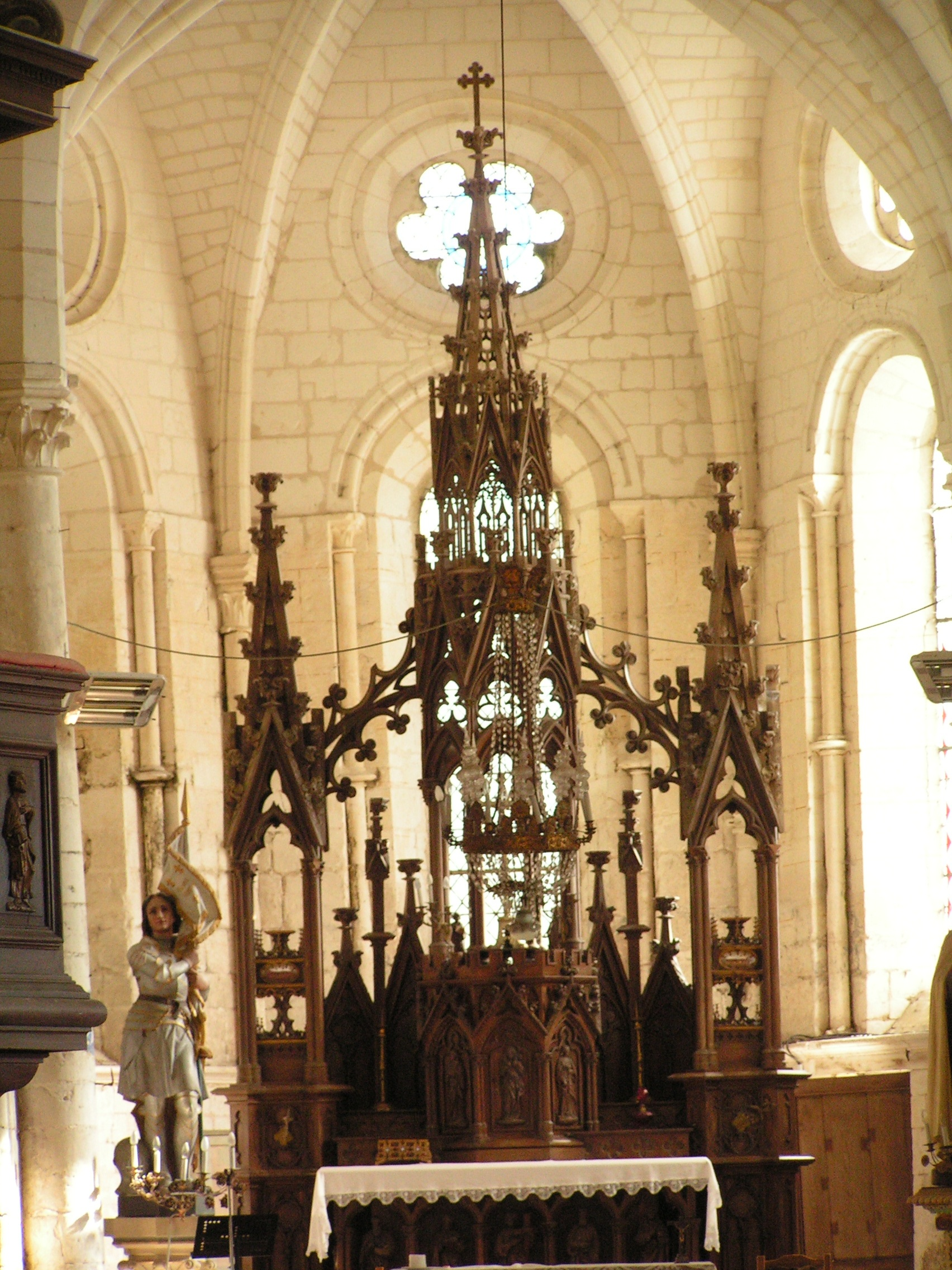
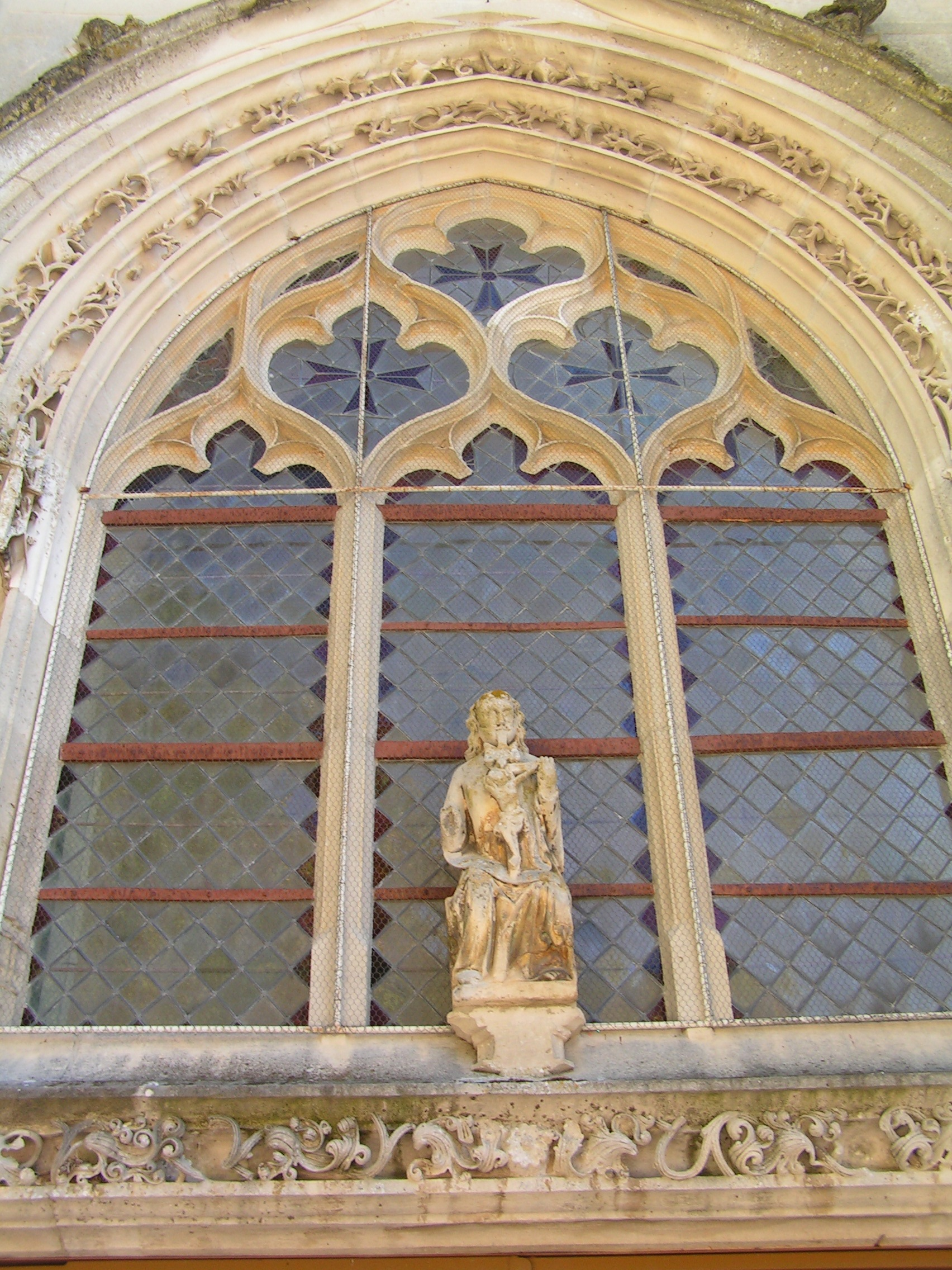

## Localisation
L'église est située sur la commune de Dampierre, dans le département français de l'Aube.

## Historique
L'édifice est classé au titre des monuments historiques en 1913.